# Кукни
Кукни — село (аул) в Лакском районе Дагестана. Входит в состав сельского поселения «Сельсовет «Хуринский»».

## Географическое положение
Село расположено в 6 км по прямой к юго-востоку от районного центра — села Кумух, на левом берегу реки Хунних (бассейн реки Казикумухское Койсу).

## Население
| 1895 | 1926 | 1939 | 1970 | 1989 | 2002 | 2010 |
| ---- | ---- | ---- | ---- | ---- | ---- | ---- |
| 459  | ↘296 | ↗307 | ↘164 | ↘34  | ↗62  | ↗63  |
| 2021 |      |      |      |      |      |      |
| ↗95  |      |      |      |      |      |      |